# Clubiona pupula
Clubiona pupula este o specie de păianjeni din genul Clubiona, familia Clubionidae, descrisă de Thorell, 1897.
Este endemică în Myanmar. Conform Catalogue of Life specia Clubiona pupula nu are subspecii cunoscute.